# Salzburger Adventsingen
Das Salzburger Adventsingen im Großen Festspielhaus in Salzburg ist eine seit 1946 alljährlich im Advent stattfindende Kulturveranstaltung. Veranstalter ist das Kulturwerk Salzburg, künstlerischer Gesamtleiter ist seit 1999 Johann (Hans) Köhl.
Es nehmen jeweils über 150 Sänger, Musikanten, Schauspieler und Hirtenkinder aus Salzburg und den angrenzenden Regionen teil. Jährlich zieht er ca. 36.000 Zuschauer aus 38 Ländern an und hatte nach Angaben des Veranstalters seit 1946 über zwei Millionen Zuschauer.

## Geschichte
Erstmals wurde 1946 von Tobi Reiser ein Adventsingen in einem Gesellschafterheim am Salzburger Rudolfskai veranstaltet. Im selben Jahr wurde das Salzburger Heimatwerk als Genossenschaft eingerichtet. In den folgenden Jahren erfolgte erst eine Übersiedelung in den Kleinen Saal des Mozarteums und 1950 in den Kaisersaal der Salzburger Residenz. Zeitgleich fand das erste Adventblasen vom Glockenspielturm als Einstimmung zum Adventsingen statt. Ab 1952 fand die Veranstaltung für acht Jahre im Audimax der Universität Salzburg statt. Ab 1960 fand das Adventsingen im Großen Festspielhaus statt.
Im Laufe der Zeit wurde das musikalische Programm durch Lesungen und szenische Darstellungen ergänzt. Karl Heinrich Waggerl war bis zu seinem Tod 1973 regelmäßig mit Lesungen eigener Texte zu Gast. 1961 wurde das Programm als Schallplatte veröffentlicht. Zwei Jahre später wurden Ausschnitte der Veranstaltung im Fernsehen übertragen und es fand ein Gastspiel in Wien statt.
Nach dem Tod von Tobi Reiser im Jahr 1974 übernahm dessen Sohn Tobias Reiser die Leitung des Adventsingens. Ab 1980 wurden in Zusammenarbeit mit dem Bühnenbildner Siegwulf Turek größere Veränderungen im Aufbau der  Bühne, der Lichtregie und des Ablaufs vorgenommen. Das Adventsingen erhielt dadurch die Form eines szenischen Oratoriums Es ward der Engel Gabriel mit Verweisen vom biblischen Geschehen zur Gegenwart. Die vorgetragenen Stücke stammten von Wilhelm Keller.
Nach dem Tod von Tobias Reiser jun. übernahmen 1999 Johann Köhl als Hauptverantwortlicher und Stefan Sperr die Leitung. Das adventliche Geschehen wurde in einen Handlungsrahmen des Gründungsjahres 1946 gesetzt und die Geschichte in einen Kontext mit den Schöpfern des Salzburger Weihnachtsliedes Stille Nacht, heilige Nacht gebracht. Bis 2005 wurde ein Werk über mehrere Jahre zur Aufführung gebracht, seitdem gibt es jedes Jahr eine neue oder grundlegend überarbeitete Inszenierung. In den Jahren 2020 und 2021 fiel das Adventsingen aufgrund der Covid-19-Pandemie aus.
Mit Jahresbeginn 2022 wurde das Salzburger Adventsingen in die gemeinnützige Kulturwerk Salzburg GmbH, eine Tochtergesellschaft des Salzburger Heimatwerkes, ausgegliedert.

## Leitung
- 1946–1973: Tobias (Tobi) Reiser sen.
- 1974–1999: Tobias Reiser jr.
- seit 2000: Johann (Hans) Köhl

## Programme
- 1980: Salzburger Adventsingen
- 1985: Salzburger Adventsingen
- 1986: A Liacht is aufkemma
- 1987: A Liacht is aufkemma
- 1988: A Liacht is aufkemma
- 1989: Sonst bliebe es ein Traum
- 1990: Sonst bliebe es ein Traum
- 1991: Sonst bliebe es ein Traum
- 1992: 1992 Das ist die stillste Zeit im Jahr
- 1993: 1993 Und es begab sich
- 1994: 1994 A Liacht is aufkemma
- 1996: 1996 Es ward der Engel Gabriel
- 1997: 1997 Es ward der Engel Gabriel
- 1998: 1998 Es ward der Engel Gabriel
- 1999: Da hat vor dem Stall der Äpfibam bliaht
- 2000: Da hat vor dem Stall der Äpfibam bliaht
- 2001: Siehe, ich bin des Herrn Magd
- 2002: Siehe, ich bin des Herrn Magd
- 2003: …denn Gott ist die Liebe
- 2004: …denn Gott ist die Liebe
- 2005: Sonst bliebe es ein Traum
- 2006: Jetzt fangen wir zum Singen an
- 2007: Da hat vor dem Stall der Äpfibam bliaht
- 2008: Sie haben uns a Botschaft bracht
- 2009: Maria
- 2010: Wer klopfet an
- 2011: Der Stern
- 2012: Sonst bliebe es ein Traum
- 2013: Sehnsucht
- 2014: Der Sterngucker
- 2015: Schnee in Bethlehem
- 2016: Gib uns Frieden
- 2017: Der blinde Hirte
- 2018: Stille Nacht
- 2019: Der Sterngucker
- 2022: Schnee in Bethlehem
- 2023: Fürchte dich nicht
- 2024: Glaube, Hoffnung, Liebe!
- 2025: Der blinde Hirte

Quelle: 

## Diskografie

### Schallplatten
- Salzburger Adventsingen, Erste Folge (Christophorus Verlag; 1963)
- Salzburger Adventsingen, Zweite Folge (Christophorus Verlag; 1966)
- 25 Jahre Salzburger Adventsingen (Christophorus Verlag; 1971)
- Salzburger Adventsingen, Neue Gesamtaufnahme (Christophorus Verlag; 1975)
- Salzburger Adventsingen, Historische Gesamtaufnahme (Christophorus Verlag; 1978)
- Salzburger Adventsingen, Vorweihnachtliches Oratorium (Teldec; 1981)
- Salzburger Adventsingen, A Liacht is aufkemma (Teldec; 1986)

### CD
- Sonst bliebe es ein Traum (Koch international; 1989)
- Das ist die stillste Zeit im Jahr, Salzburger Adventsingen (Profil Verlag; 1992)
- Und es begab sich, Salzburger Adventsingen (Profil Verlag; 1995)
- Vernehmet all, was sich getan, 50 Jahre Salzburger Adventsingen (Profil Verlag; 1996)
- Es ward der Engel Gabriel, Salzburger Adventsingen (Profil Verlag; 1997)

- 2000 Salzburger Adventblasen, Juvavum Brass (Eigenverlag; 2000)

- Da hat vor dem Stall der Äpfibam bliaht (Eigenverlag; 2000)
- Salzburger Adventblasen (Eigenverlag; 2000)
- Siehe, ich bin des Herrn Magd (Eigenverlag; 2002)
- Jetzt fangen wir zum Singen an (Eigenverlag; 2002)
- Vorweihnachtliche Lieder und Weisen (Profil Verlag; 2004)
- Denn Gott ist die Liebe (Eigenverlag; 2004)
- Sonst bliebe es ein Traum (Eigenverlag; 2005)
- Jetzt fangen wir zum Singen an (Eigenverlag; 2006)
- Da hat vor dem Stall der Äpfibam bliaht (2007)
- Sie haben uns a Botschaft bracht von einer Stillen, Heil’gen Nacht (Eigenverlag; 2008)
- Maria (Eigenverlag; 2009)
- Wer klopfet an (Eigenverlag; 2010)
- Der Stern (Eigenverlag; 2011)
- Sonst bliebe es ein Traum (Eigenverlag; 2012)
- Die schönsten Lieder und Weisen, Folge 1 und 2 (Eigenverlag; 2009 und 2011)
- Sehnsucht (Eigenverlag; 2013)
- Schnee in Bethlehem (Eigenverlag; 2015)
- Gib uns Frieden (Eigenverlag; 2016)
- Alpenländische Lieder und Weisen. Die ersten 25 (Eigenverlag; 2017)
- Alpenländische Lieder und Weisen. Die zweiten 25 (Eigenverlag; 2017)
- Alpenländische Lieder und Weisen. Die dritten 25 (Eigenverlag; 2017)
- Der blinde Hirte (Eigenverlag; 2017)
- Stille Nacht (Eigenverlag; 2018)
- Der Sterngucker (Eigenverlag; 2014, erneuerte Wiederaufnahme 2019)
- Fürchte dich nicht (Eigenverlag; 2021)

## DVD-Produktionen
- Sonst bliebe es ein Traum (2012)
- Fürchte dich nicht (2021)